# جزایر سالومون

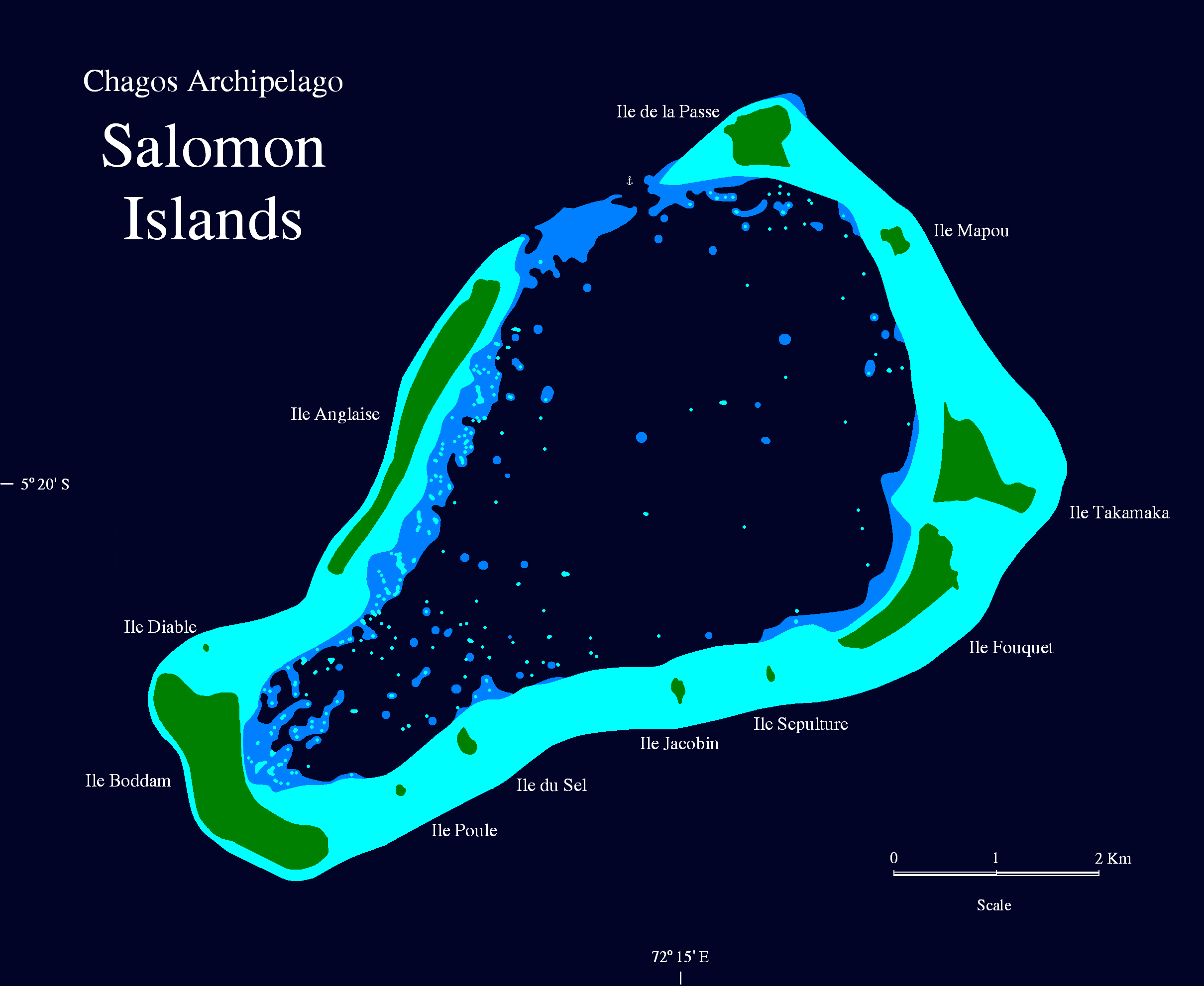

جزایر سالومون (انگلیسی: Salomon Islands) یک آب‌سنگ حلقوی کوچک در مجمع‌الجزایر چاگوس است که بخشی از قلمرو بریتانیا در اقیانوس هند به شمار می‌رود.